# Marieke van der Pol
Marieke van der Pol, née Maria Eva van der Pol le 14 juillet 1953 à Amsterdam, est une actrice, scénariste et femme  de lettres néerlandaise.

## Filmographie

### Actrice

#### Cinéma et téléfilms
- 1976 : Les Enquêtes du commissaire Maigret Épisode 30 : Un crime en Hollande : Beetje Liewens
- 1986 : In de schaduw van de overwinning (nl) de Ate de Jong : Hansje[2]
- 1987 : Blonde Dolly (nl) : Marietje
- 1988 : De film van Ome Willem (nl) : La brigadière
- 1989 : De wandelaar : Greetje Veldman
- 1990 : Rosa Rosa : Pauline, la petite amie de Rosa
- 1991 : Zeg 'ns Aaa (nl) : Simone
- 1991 : 12 steden, 13 ongelukken (nl) : Elise
- 1991-1997 : Oppassen!!! (nl) : Mère de Simone Bol-Buys

### Scénariste
- 2002 : De tweeling de Ben Sombogaart[3]
- 2008 : Bride Flight de  Ben Sombogaart[4]
- 2009 : À contre-courant de  Danyael Sugawara[5]
- 2018 : Le Banquier de la Résistance de Joram Lürsen[6]

## Livres
- 2007 : Bruidsvlucht[7]- Le vol des jeunes mariées, trad. de Françoise Antoine, Paris, Presses de la Cité (2019), 553 p.  (ISBN 978-2-258-15115-4)
- 2012 : Voetlicht: roman